# Muscaphis smithi
Muscaphis smithi är en insektsart som först beskrevs av Hille Ris Lambers 1962.  Muscaphis smithi ingår i släktet Muscaphis och familjen långrörsbladlöss. Inga underarter finns listade i Catalogue of Life.